# Luigi Quartapelle Procopio
Luigi Quartapelle Procopio (1946) è un ingegnere italiano, esperto in fluidodinamica e gasdinamica.
Sua figlia, Lia Quartapelle, è stata eletta alla Camera dei deputati nel 2013.

## Biografia
Laureato in Ingegneria nucleare, è professore associato presso il Politecnico di Milano, prima di Fisica sperimentale e poi di Fluidodinamica, afferendo al Dipartimento di Scienze e Tecnologie Aerospaziali. Ha concentrato le sue ricerche sulla fluidodinamica computazionale e sui metodi numerici per la risoluzione di problemi differenziali della dinamica dei fluidi e dei gas, ad esempio occupandosi della risoluzione numerica delle equazioni di Navier-Stokes nel caso di correnti fluide incomprimibili.
Ha inoltre affrontato il problema di Riemann della gasdinamica per lo studio di correnti comprimibili in regime transonico e supersonico mediante il metodo dei volumi finiti, giungendo alla formulazione di metodi risolutivi originali, così ottenendo un modello descrittivo più accurato anche per gas con proprietà più generali del caso politropico ideale. È autore di una monografia di fluidodinamica in due volumi (il primo sulle correnti incomprimibili, il secondo su correnti comprimibili e modelli descrittivi, relativistici e non, dei plasmi). Infine è autore di un trattato sulla risoluzione numerica delle equazioni di Navier-Stokes.